# Створіння забутого світу
«Створіння забутого світу» (англ. Creatures the World Forgot) — пригодницький фільм 1971 року Дона Чаффі, який був вироблений і написаний для Hammer Films Майклом Каррерасом. Фільм зосереджений на щоденній боротьбі за виживання племені чоловіків кам'яної доби. У фільмі присутньо мало діалогів, крім кількох хрипів і жестів.

## Сюжет
Після виверження вулкану та землетрусу на поверхні відкривається тріщина, в якій гинуть представники Темного племені разом з вождем. В боротьбі за лідерство між Маком (Браян О'Шонессі) і Дзеном одержує перемогу Мак. Він веде плем'я через пустелю в пошуках нового дому. На шляху вони зустрічаються і товаришують з племенем світловолосих людей. Лідер цих людей представляє Маку дівчину, Ноо, як дружину. Мак пропонує дівчині обмін, але у неї вже є помічник. Вона намагається втекти зі своїм товаришем, але їх ловлять і вбивають. Темне плем'я рухається і врешті-решт осідає в родючій долині, де вони процвітають. Ноо народжує хлопчиків-близнюків в той же день, коли інша жінка народжує німу дівчинку. Плем'я вимагає, щоб дівчину принесли в жертву, але удар блискавкою переконує стару відьму, щоб взяти її ученицею.
Роками пізніше, тепер уже підлітки-близнюки (темноволосий Рул і світловолосий Тумак) змагаються за увагу батька. Рул намагається зґвалтувати німу дівчину. Вона втікає, але потрапляє в полон племені мародерів. Тумак веде Мака та інших племен до печери мародерів. Відбувається битва і Тумак вбиває вождя мародерів. Тумак рятує німу дівчини. Мак називає Тумака своїм наступником як вождь племені, а потім вмирає від поранень, отриманих в бою. Рул заперечує рішення і він б'ється з Тумаком у ритуальній битві. На межі перемоги Тумак залишає життя брата. Тумак вирішує піти, взявши з собою Налу і половину племені. Сповнені ненавистю до брата, Рул вирішує відстежити його. Рол і його люди піддаються нападу лісового племені, але їх рятує Тумак. Рул продовжує ненавидіти свого брата, тому викрадає Налу. Тумак гониться за Рулом. На вершині скелі, Рул ставить Нала до вогнища. Боротьба Тумак і Рул, поки Нала звільняє себе (тільки щоб опинитися в руці пітона). Тумак рятує Налу, поки німа дівчина нарізає опудало Рула, посилаючи його до смерті.

## У ролях
| Актор           | Роль         |
| --------------- | ------------ |
| Браян О'Шонессі | Мак          |
| Юліе Еге        | Нала         |
| Тоні Боннер     | Тумак        |
| Роберт Джон     | Рул          |
| Сью Вілсонм     | Ноо          |
| Розалі Крачлі   | Старий Крон  |
| Марсія Фокс     | Німа дівчина |
| Дон Леонард     | Старий лідер |

## Створення фільму

### Виробництво
Всі зовнішні сцени були зняті в Намібії і Південній Африці. Фільм четвертий і останній з серії фільмів Гаммера «Печерна дівчина», якому передували «Один мільйон років до нашої ери» (1966) (також режисер Дон Чаффі), «Рабині» (1967) і «Коли динозаври правили Землею» (1970). Як і інші стрічки він багато в чому привертає увагу глядачів убого вдягнених жінок. Цей фільм не використовує лялькову анімацію динозаврів як у першій і третій частинах серії фільмів.
Стрічка «Створіння забутого світу» не пов'язана з двома пізнішими фільмами заналогічними назвами «Земля того часу» (1975) і «Люди того часу» (1977). Стрічки були зроблені компанією Amicus Productions з Дугом Мак-Клюром у головній ролі.

### Знімальна група
- Кінорежисер — Дон Чаффі
- Сценарист — Майкл Каррерас
- Кінопродюсер — Майкл Каррерас
- Композитор — Маріо Нашимбене
- Кінооператор — Вінсент Кокс
- Кіномонтаж — Кріс Барнс
- Художник-постановник — Джон Стролл
- Художник-костюмер — Джеймс Ліггат[3]

## Сприйняття
Фільм отримав негативні відгуки. На сайті Rotten Tomatoes оцінка стрічки становить 31 % від глядачів із середньою оцінкою 2,7/5 (158 голосів). Фільму зарахований «розсипаний попкорн» від глядачів, Internet Movie Database — 4,4/10 (531 голос).